# É
É, é (e kreskowane) – litera używana w językach: czeskim, farerskim, francuskim, hiszpańskim, islandzkim, kaszubskim, luksemburskim, nawaho, portugalskim, słowackim, węgierskim, wietnamskim, włoskim, gwarach kociewskich i gwarze mazurskiej języka polskiego i w niektórych językach afrykańskich.
W języku polskim literę é można spotkać we współczesnych wydaniach tekstów pochodzących sprzed XX w., gdzie oznacza e ścieśnione, wymawiane jak [e], [ɨ] lub [i], taka wymowa zachowała się w wielu gwarach.